# Associação de Futebol de Macau
A Associação de Futebol de Macau (AFM) foi criada no dia 1 de Junho de 1939 para desenvolver, divulgar, promover, gerir e regular o futebol em Macau. É membro da Confederação Asiática de Futebol (AFC) desde 1976 e da Federação Internacional de Futebol (FIFA) desde 1978. 
A Associação tem mais de 50 clubes filiados, entre profissionais e amadores. Os direitos e interesses legais destes clubes de futebol são defendidos pela Associação. Todos os anos, a AFM organiza competições e outros eventos desportivos. Supervisiona e organiza também a Selecção de Futebol de Macau.
Actualmente, a AFM tem como presidente Vitor Cheung Lup Kwan.